# Mount Falla
Mount Falla är ett berg i Antarktis. Det ligger i Östantarktis. Nya Zeeland gör anspråk på området. Toppen på Mount Falla är 3 808 meter över havet.
Terrängen runt Mount Falla är huvudsakligen kuperad, men åt nordost är den bergig. Trakten är obefolkad. Det finns inga samhällen i närheten. 